# Robert Ramšak
Robert Ramšak (* 28. Oktober 2006 in München) ist ein deutsch-slowenischer Fußballspieler, der als Stürmer und offensiver Mittelfeldspieler beim Bundesliga-Verein RB Leipzig spielt.

## Karriere

### Verein
Der in München geborene Ramšak wechselte nach Stationen beim TSV Neuried und dem TSV München-Solln 2014 in die Jugendakademie des FC Bayern München. Hier konnte er in der Jugend überzeugen und wurde 2022/23 Torschützenkönig in der B-Junioren-Bundesliga Süd/Südwest mit 19 Treffern in 16 Einsätzen. Noch im Jahr 2023 erfolgte sein Debüt in der A-Jugend und der UEFA Youth League für die Bayern. Nach zehn Jahren bei Bayern München lief sein Vertrag am 30. Juni 2024 aus, und er unterschrieb als ablösefreier Spieler beim Bundesliga-Klub RB Leipzig, wo er zunächst in der A-Jugend zum Einsatz kam. Ramsak erhielt seine erste Berufung für RB Leipzig am 15. Januar 2025 beim 1:2-Auswärtsniederlage beim VfB Stuttgart. Drei Tage später, am 18. Januar, wurde er erneut für das 3:3-Unentschieden gegen den VfL Bochum nominiert, blieb jedoch in beiden Spielen auf der Bank.

### Nationalmannschaft
Ramsak wurde in Deutschland als Sohn eines slowenischen Vaters und einer kroatischen Mutter geboren. Aufgrund der Herkunft seiner Mutter wäre er neben Deutschland, Slowenien und Kroatien auch für die Nationalmannschaft von Bosnien und Herzegowina spielberechtigt.
Ramsak gab sein Debüt für die U-16-Auswahlmannschaft von Deutschland am 26. Oktober 2021 bei einem 2:1-Sieg gegen die Schweiz. Er gewann mit Deutschland die UEFA-U17-Europameisterschaft 2023, nachdem er mit der DFB-Auswahl im Finale Frankreich mit 5:4 im Elfmeterschießen besiegte. Mit vier Toren war er außerdem Torschützenkönig des Turniers. Kurz darauf gewann Ramšak mit der DFB-Auswahl auch die diesjährige U-17-Weltmeisterschaft in Indonesien, wobei im Finale erneut Frankreich besiegt wurde (4:3 nach Elfmeterschießen). Im Turnier kam Ramšak auf zwei Treffer in sechs Spielen und kam im Finale als Einwechselspieler zum Einsatz.

## Erfolge
Nationalmannschaft
- U17-Weltmeister: 2023
- U17-Europameister: 2023

Persönlich
- Torschützenkönig der U17-Europameisterschaft: 2023 (4 Tore)